# نوشیم
نوشِـیم (انگلیسی: NoShame) یک شرکت ایتالیایی-آمریکایی بود که به‌طور متمرکز و تخصصی در زمینهٔ انتشار نسخه‌های معتبر فیلم‌های کالت ایتالیایی بر روی دی‌وی‌دی فعالیت می‌کرد.
نوشِـیم فیلمز دفتر مرکزی خود را در ایتالیا راه اندازی کرد و سال بعد دفتر دیگری در لس آنجلس کالیفرنیا افتتاح کرد. تخصص این شرکت آن بازسازی و انتشار فیلم‌های کالت ایتالیایی بر روی دی‌وی‌دی از زیرسَبک‌هایی چون جالو و پلیسی بود. نوشِـیم فیلمز را کلکسیونرهای دی‌وی‌دی به دلیل دقت و تلاش بی‌اندازه در تولید محصولاتش که شامل ارائهٔ کتابچه‌های ضخیم و اضافات فراوان در دی‌وی‌دی (همچون پشت‌صحنه‌ها، مصاحبه با عوامل فیلم، روایت تفسیری و غیره) بود، تحسین می‌کردند.
در سال ۲۰۰۶، این شرکت بی سروصدا از صحنه رقابت و تجارت کنار رفت. در میان شایعات مربوط به شکایتِ نقضِ حریم خصوصی که توسط یک مدل سابق مجلهٔ پورنوگرافی سافت‌کور می‌فر آغاز شده بود، وبسایت این شرکت آفلاین شد و انتشار همه دی‌وی‌دی‌های بعدی لغو شدند. نسخ‌های منتشر شده پیشین نیز کم‌کم از دسترس خارج شد و دیگر منتشر نشدند. اخیراً یک شرکت جدید نشر دی‌وی‌دی به نام «ام‌وای‌اِی کامونیکیشنز»، فیلم‌های زیادی را با همان خطی مشی شرکت نوشِـیم منتشر می‌کند و حتی به آرامی شروع به انتشار مجدد برخی از فیلم‌های نایاب نوشِـیم کرده‌است.